# Aggiosaurus
Aggiosaurus is een geslacht van uitgestorven metriorhynchide crocodyliformen bekend uit het Laat-Jura (Laat-Oxfordien) van Nice, zuidoost-Frankrijk. Het bevat als enige soort Aggiosaurus nicaeensis, die in 1913 werd benoemd door H. Ambayrac.

## Geschiedenis van ontdekking
Aggiosaurus is alleen bekend van zijn holotype, een ongenummerde, slecht bewaard gebleven bovenkaak verzameld door H. Ambayrac in 1912, bewaard in kalksteen dat nu is gehuisvest in het Muséum d'histoire naturelle de Nice. Het werd verzameld in de vindplaats Cap d'Aggio-La Turbie uit het Laat-Oxfordien van Nice in Frankrijk. Het werd aanvankelijk beschreven door Ambayrac (1913) als een megalosauride dinosauriër. Later toonde Buffetaut (1982) aan dat het in feite een metriorhynchide was, nauw verwant aan, zo niet een lid van Dakosaurus. Omdat het type-exemplaar slecht bewaard is gebleven, wordt het soms beschouwd als een nomen dubium. Young & Andrade (2009) suggereerden dat Aggiosaurus een jonger synoniem is van Dakosaurus, en dat Aggiosaurus nicaeensis voorlopig naar Dakosaurus kan worden verwezen als een aparte soort. Ze baseerden deze verwijzing op zijn ongewoon grote gebit (apicobasale lengte van meer dan zes centimeter) waarvan werd gedacht dat het uniek was voor soorten Dakosaurus onder alle andere thalattosuchiërs. Aggiosaurus heeft eigenlijk het grootste gebit van alle bekende metriorhynchiden (tot twaalf centimeter in apicobasale lengte), hoewel uit verdere fylogenetische analyses bleek dat grote robuuste tanden ook aanwezig zijn bij andere geosaurines, zoals Torvoneustes. Young et al. (2012) herrezen de geslachtsnaam Plesiosuchus voor Dakosaurus manselii (die ook deze eigenschap vertoont) omdat hun fylogenetische analyse een parafyletische Dakosaurus vond en een meer basale positie binnen Geosaurini suggereerde dan eerder werd gedacht. Omdat de aanwezigheid van een ongewoon groot gebit (apicobasale lengte van meer dan zes centimeter) als homoplastisch werd beschouwd onder geosaurines, kan Aggiosaurus niet worden beschouwd als een jonger synoniem van Dakosaurus of Plesiosuchus.

## Etymologie
Aggiosaurus werd voor het eerst beschreven en benoemd in 1913 door H. Ambayrac en de typesoort is Aggiosaurus nicaeensis. De geslachtsnaam is afgeleid van de naam van het typeplaats, Cap d'Aggio-La Turbie, en van 'sauros' (σαῦρος), wat 'hagedis' betekent in het Oudgrieks. De soortaanduiding eert Nice in Frankrijk, waar het werd ontdekt.